# Lisette Lombé

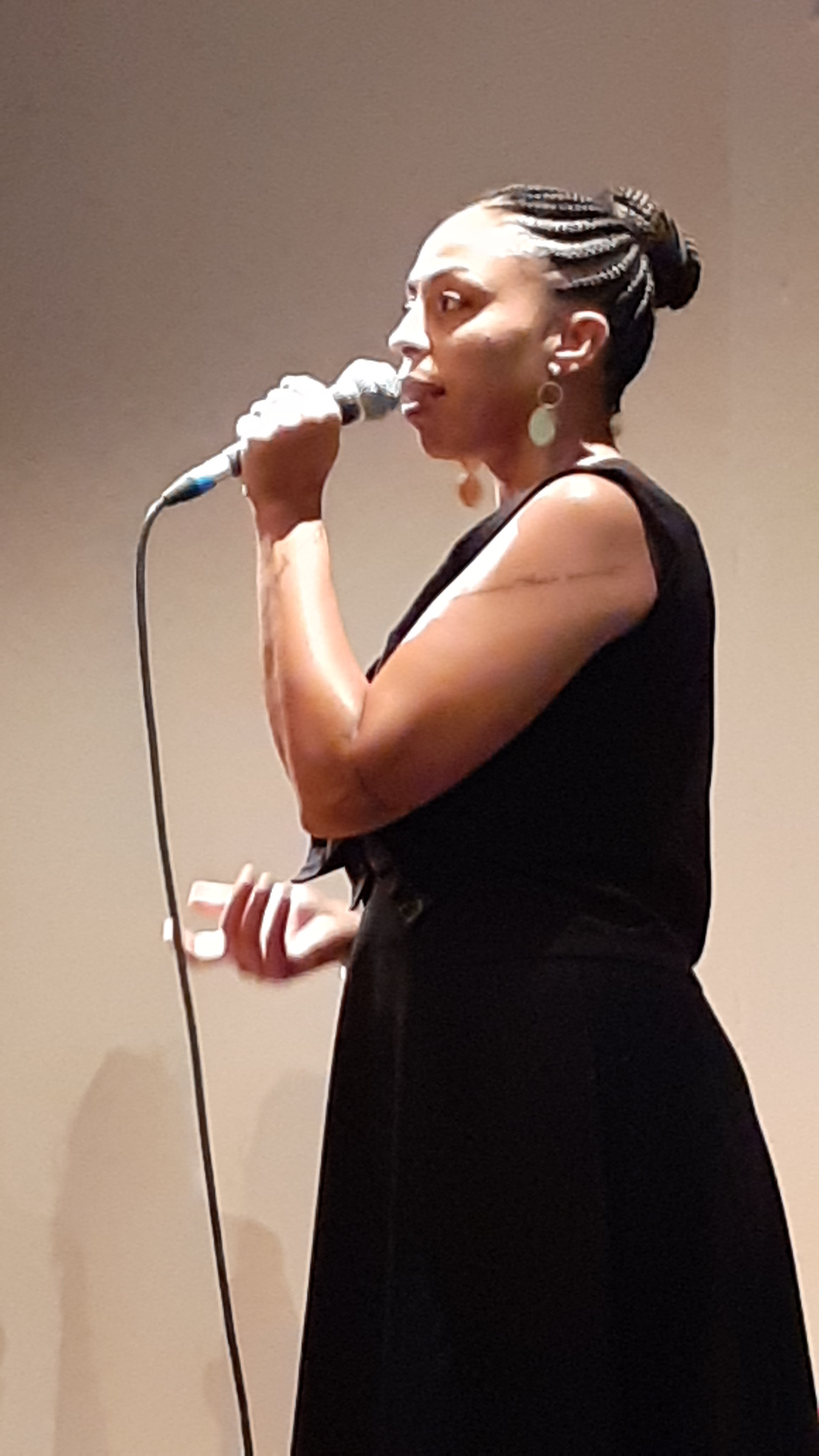
Lisette Lombé, 2023

Lisette Lombé (* 30. August 1978 in Namur) ist eine belgisch-kongolesische Dichterin, Spoken-Word-Künstlerin, Romanistin und Mediatorin.

## Leben und Wirken
Lisette Lombé war als Lehrerin und Jobcoach tätig. Sie schreibt für Frauenzeitschriften und organisiert kulturelle Veranstaltungen, in deren Rahmen sie Texte, Collagen, Performances und Installationen kreiert. Außerdem leitet sie Schreibwerkstätten.
Sie ist Mitbegründerin der Plattform L-SLAM, die Poetinnen und Poeten unterschiedlicher Generationen und sozialer Schichten zusammenbringt. Die Workshops und Performances ermöglichen den Teilnehmenden unter anderem ihre eigene Rolle in der Gesellschaft zu reflektieren und sich von stereotypen „männlichen“ oder „weiblichen“ Verhaltensweisen zu lösen.
Ihr Werk Black Words wurde für den Prix CoPo 2019 vorgeschlagen.
2020 beteiligte sie sich an dem kollektiven Buch Lettres aux jeunes poétesses, einer Sammlung von Briefen von Dichterinnen wie zum Beispiel dem Kollektiv RER Q, Chloé Delaume, Sonia Chiambretto oder Rebecca Chaillon.
Sie wurde auch für ihre Collagen bekannt.

## Preise/Auszeichnungen
- 2. Platz beim Prix Paroles Urbaines (2015)
- 3. Platz beim Grand Poetry Slam National français (2017)
- 2017 wurde sie zur Ehrenbürgerin der Stadt Lüttich ernannt.[7]

## Publikationen
- Black Words, Verlag L’Arbre à paroles, Amay, 92 Seiten, 2018, ISBN 978-2-87406-656-6
- La magie du burn-out, Verlag Image publique, 2018, ISBN 978-2-39003-020-1
- Brûler, Brûler, Brûler, Verlag Iconoclasse (Kollektion Iconopop), 2020, ISBN 978-2-37880-167-0
  - Brennen Brennen Brennen. Aus dem Französischen von Odile Kennel, zweisprachige Ausgabe, Assoziation A, Berlin 2024, ISBN 978-3-86241-505-2.
- Lettres aux jeunes poétesses (Teilnahme an ein collectives Buch), Verlag L’Arche, 2021, ISBN 978-2-38198-021-8